# Хужир (Закаменский район)
Хужи́р (бур. Хужар — «солончак») — улус в Закаменском районе Бурятии. Образует Хужирское сельское поселение.

## География
Улус расположен в горной местности на левом берегу реки Дабан, в 1,5 км от места её впадения в Джиду, в 16 км к северо-западу от районного центра, города Закаменск, на автодороге местного значения Дутулур — Санага — Далахай.

## Население
| 2002 | 2010 | 2012 | 2013 | 2014 | 2015 | 2016 |
| ---- | ---- | ---- | ---- | ---- | ---- | ---- |
| 242  | ↗357 | ↘354 | ↗357 | ↗359 | ↘346 | ↘325 |
| 2017 | 2018 | 2019 | 2020 | 2021 | 2023 | 2024 |
| ↗327 | ↘313 | ↘289 | ↗293 | ↘231 | ↘212 | ↘211 |

## Инфраструктура
- сельская администрация
- почта
- фельдшерско-акушерский пункт
- средняя общеобразовательная школа
- спортивный зал
- детский сад
- дом культуры
- библиотека

## Экономика
Жители улуса заняты в животноводстве и растениеводстве. Рядом с Хужиром есть несколько фермерских хозяйств.

## Известные люди
- В. Б. Цыбиков — заслуженный врач Республики Бурятия
- Э. Л. Дашиева — заслуженный врач Республики Бурятия